# 米国電気工事規程
米国電気工事規程（べいこくでんきこうじきてい、英語: National Electrical Code (NEC)）またはNFPA 70とは、全米防火協会（NFPA）が策定・管理している、電気の利用に伴って発生する危険から人命や財産を実際的に保護することを主目的としている規格である。建造物、構造物、家屋の電気設備に対する要求を定義している。

## 概要
1897年に全米消防技術者協会により電気工事規準として編纂された規格を祖とする。1911年からは全米防火協会（NFPA）により策定、改訂、更新されている。
NECへの適合は、地域を管轄する検査機関によって検証される。2018年現在、米国内の50の州で導入されている。